# Pena Queimada
Pena Queimada es un alto enclavado en la zona central del concejo asturiano de Boal, en el extremo oeste de la capital municipal. Se eleva 921 m sobre el nivel del mar, albergando en su cima una estación de antenas de telecomunicaciones. En sus proximidades, en la sierra de Penouta, se halla un área recreativa.
- Datos: Q6071168